# Piersko (jezioro)
Piersko – jezioro w woj. lubuskim, w powiecie strzelecko-drezdeneckim, w gminie Drezdenko, leżące na terenie Kotliny Gorzowskiej, w zachodniej części Puszczy Noteckiej.

## Hydronimia
Do 1945 roku jezioro nazywane było Persken See. 17 września 1949 roku wprowadzono nazwę Piersko. Obecnie państwowy rejestr nazw geograficznych jako nazwę główną jeziora podaje Piersko, jednocześnie wymienia nazwę oboczną: Jezioro Perskie.

## Morfometria
Według danych Instytutu Rybactwa Śródlądowego powierzchnia zwierciadła wody jeziora wynosi 55,3 ha. Średnia głębokość zbiornika wodnego to 7,1 m, a maksymalna – 17,6 m. Lustro wody znajduje się na wysokości 25,5 m n.p.m. Objętość jeziora wynosi 926,3 tys. m³. Natomiast A. Choiński określił poprzez planimetrowanie na mapach 1:50000 wielkość jeziora na 18,5 ha.
Według Mapy Podziału Hydrograficznego Polski jezioro leży na terenie zlewni siódmego poziomu Zlewnia jez. Lubiatówko. Identyfikator MPHP to 1889621.

## Czystość wód i ochrona środowiska
Jezioro znajduje się na obszarze chronionego krajobrazu Pojezierze Puszczy Noteckiej. Dodatkowo jezioro leży w granicach dwóch obszarów sieci Natura 2000: specjalnego obszaru ochrony siedlisk „Jeziora Gościmskie” PLH080036 i obszaru specjalnej ochrony ptaków „Puszcza Notecka” PLB300015.
Gospodarkę rybacką prowadzi na jeziorze Polski Związek Wędkarski Okręg w Gorzowie Wielkopolskim.